# Monte Berlín
El monte Berlín  es el sexto volcán más alto de la Antártida. Se halla 16 kilómetros al oeste del monte Moulton en la Tierra de Marie Byrd cerca de la costa este del mar de Ross. Se compone de dos volcanes en escudo: el pico Marren y el cráter Berlín. La estructura volcánica se considera activa, pues se han observado fumarolas humeando cerca del borde norte y este de la caldera, las cuales producen torres de hielo.
Descubierto por la expedición antártica de Byrd durante sus vuelos entre noviembre y diciembre de 1934. Fue bautizado como "Monte Hal Flood" por Byrd, pero el nombre Flood se aplica hoy en día a toda la cordillera de la cual el monte Berlín forma parte. Actualmente toma el nombre de Leonard M. Berlin, líder de la partida que alcanzó esta montaña en trineo en diciembre de 1940.